# Distrikt Halberstadt

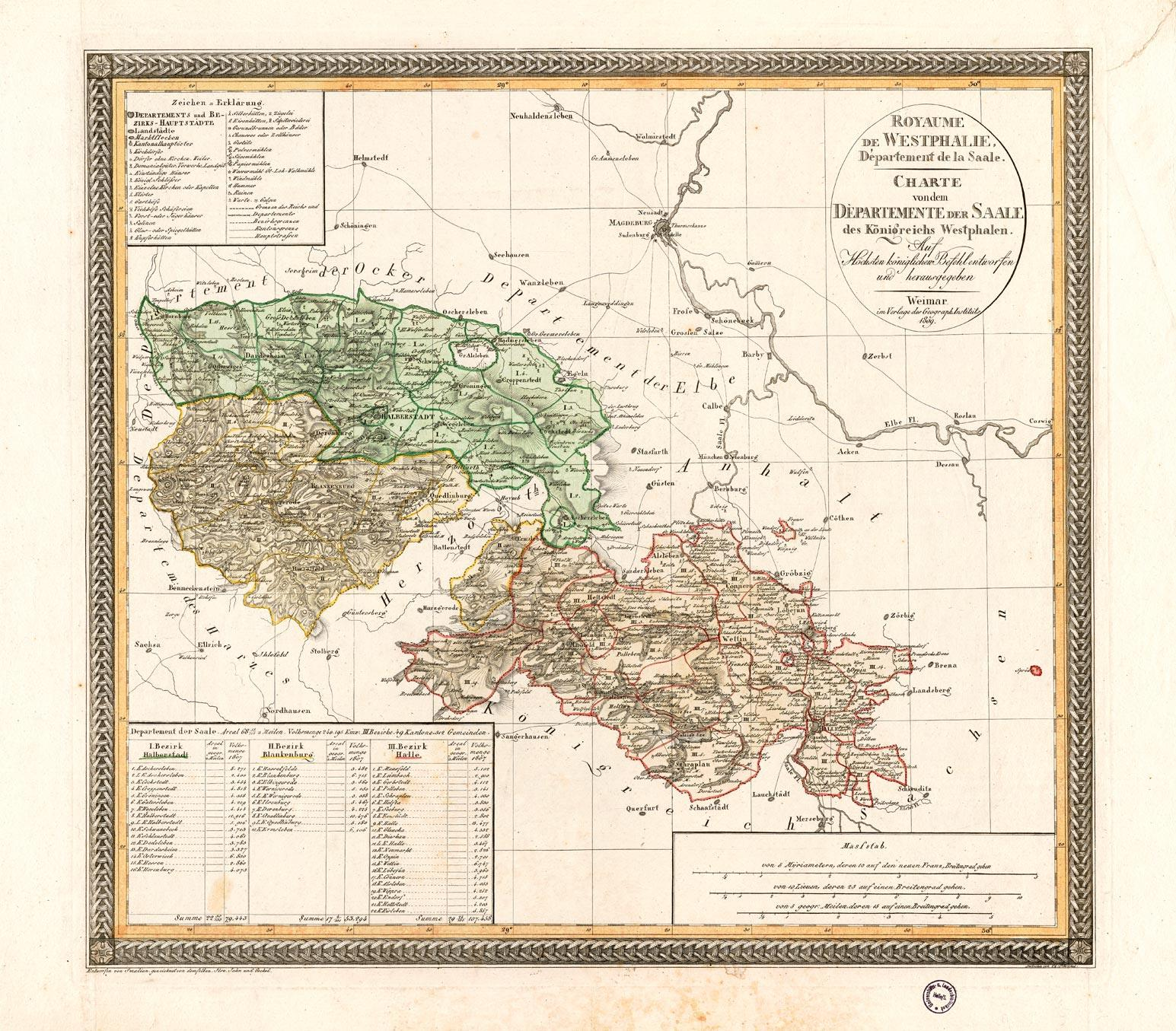
Distrikt Halberstadt am Nordharz (grün)

Der Distrikt Halberstadt war eine Verwaltungseinheit im Departement der Saale im Königreich Westphalen. Er wurde durch das Königliche Dekret vom 24. Dezember 1807 gebildet und bestand bis 1813.

## Territorium
Der Distrikt bestand zum Großteil aus dem  ehemals preußischen Fürstentum Halberstadt diesseits des Bruchgrabens. Der Distrikt wurde von drei Flüssen eingefasst, neben dem Bruchgraben von der Ecker im Nordwesten gegen den Distrikt Goslar und im Südwesten durch die Bode gegen das Fürstentum Anhalt-Bernburg. Im Süden hatte der Distrikt die gemeinsame Grenze mit dem Distrikt Blankenburg.
In Halberstadt lebten 1807 auf 22,3 mi² 79.443 Menschen. Im Jahr 1811 lebten waren es 77.100 Menschen auf 24,13 Quadratmeilen. Davon waren 2695 Menschen katholisch, 969 reformiert und 551 jüdischen Glaubens. Der restliche Teil der Bevölkerung hatte ein evangelisches Glaubensbekenntnis.

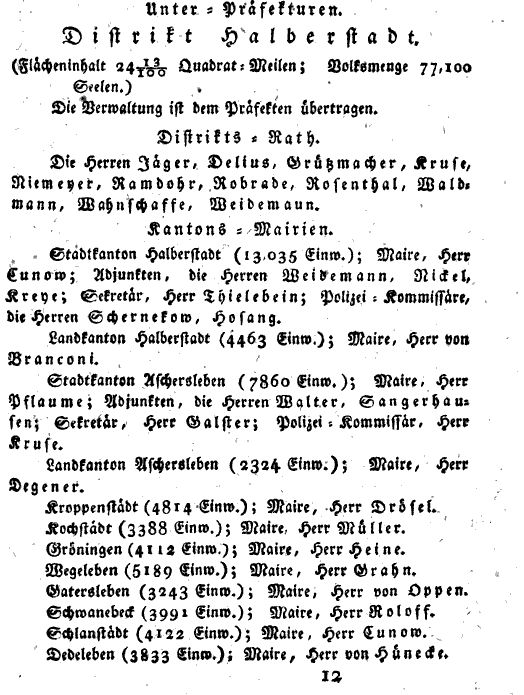
Westfälische Verwaltung des Distrikts Halberstadt, Staatshandbuch 1811

## Organisation
Dem Distrikt stand ein Unterpräfekt vor. Der Unterpräfekt des Distrikts Halberstadt war zugleich der Oberpräfekt des Departements.
Den Distriktsrat zur Kontrolle der Steuerlisten bildeten die Herren Jäger, Delius, Grützmann, Kruse, Niemeyer, Ramdohr, Rohbrade, Rosenthal, Waldmann, Wahnschaffe und Weidemann.
Friedensgerichte befanden sich in Cochstedt, Croppenstedt, Dardesheim, Dedeleben, Gatersleben, Grüningen, Hessen, Horneburg, Osterwick, Schlanstedt, Schwanebeck und Wegeleben und jeweils zwei in der Stadt Halberstadt und Aschersleben.

## Kantonaleinteilung
Der Distrikt wurde am 24. Dezember 1807 in 16 Kantone mit 72 Gemeinden eingeteilt:
| Kanton (Hauptort)            | Kantonmaire | Einwohnerzahl | Fläche in mi² |
| ---------------------------- | --- | ------------- | ------------- |
| Halberstadt                  | Friedrich Carl Cunow | 13.088        | 0,85          |
| Aschersleben-Land            | Johann Christian Degener | 2.334         | 1,83          |
| Aschersleben-Stadt           | Franz Christian Pflaume | 7.758         | 0,21          |
| Cochstedt                    | Müller | 3.371         | 1,74          |
| Croppenstedt                 | Drösel | 4.767         | 2,04          |
| Dardesheim                   | Michaelis | 3.455         | 1,47          |
| Dedeleben                    | Heinrich-Ludwig von Hüneke | 3.858         | 1,66          |
| Gatersleben                  | ? von Oppen auf Siede | 3.233         | 1,63          |
| Gröningen                    | Georg Wilhelm Heyne auf Hakeborn, Heynburg, Gröningen und Dalldorf, ehem. königlicher Amtsrath zu Gröningen und Subkau (Westpreußen) | 4.041         | 1,57          |
| Halberstadt-Land (Wehrstedt) | Anton von Branconi | 4.568         | 2,97          |
| Hessen                       | Schwarz | 3.591         | 1,41          |
| Horneburg                    | Ernst Friedrich Christoph Cämmerer                                                                                                   | 3.452         | 0,72          |
| Osterwick                    | Weidemann | 6.318         | 1,99          |
| Schlanstedt                  | Friedrich Carl Cunow | 4.185         | 1,91          |
| Schwanebeck                  | Roloff | 3.858         | 1,79          |
| Wegeleben                    | Grahn (ehemals Amtmann zu Rodersdorf)                                                                                                | 5.173         | 1,11          |